# Osornolobus chiloe
Osornolobus chiloe là một loài nhện trong họ Orsolobidae.
Loài này thuộc chi Osornolobus. Osornolobus chiloe được Raymond Robert Forster & Norman I. Platnick miêu tả năm 1985.